# Мері Паттен
Мері Паттен (повне ім'я — Мері Енн Браун Паттен; англ. Mary Ann Brown Patten; 6 квітня 1837, Челсі — 18 березня 1861) — американська морячка, перша жінка — капітанка торговельного судна в США.

## Біографія
Мері Браун народилася 6 квітня 1837 року. 1 квітня 1853 року, незадовго до свого шістнадцятиріччя, взяла шлюб з морським капітаном Джошуа Паттеном. Чоловікові було 25 років, він заробляв на життя, транспортуючи людей і вантажі з Нью-Йорка до Бостона.1855 року Джошуа запропонували командувати кораблем «Нептун». Він не наважився надовго залишати дружину, тому вмовив власників судна дозволити Мері супроводжувати його.
Під час подорожі у Джошуа піднялася температура. Мері, бувши тоді вагітною, почала читати книги з медицини та намагалася вилікувати чоловіка. Коли той зовсім ослабнув і не міг керувати кораблем, Мері перебрала командування на себе. Так вона стала першою капітанкою торговельного судна в США.

## Спадщина
На честь Мері Паттен названа лікарня у Кінгс-Пойнті, штат Нью-Йорк.

### У культурі
Подорожі Паттен присвячена книга Дуґласа Келлі «Дружина капітана» (англ. The Captain's Wife).